# リザとキツネと恋する死者たち
『リザとキツネと恋する死者たち』（リザとキツネとこいするししゃたち、原題: Liza, a rókatündér、英題: Liza, the Fox-Fairy）は、2014年製作のハンガリーのブラックコメディ映画。第35回ポルト国際映画祭でグランプリを、また第33回ブリュッセル国際ファンタスティック映画祭で審査員＆観客賞を受賞した。日本では2015年12月19日に劇場公開された。

## あらすじ
1970年代の資本主義体制のハンガリー。内気な独身看護師リザは、架空の都市「チュダペスト」で、日本大使の未亡人マルタを住み込みで介護していた。30歳の誕生日を迎えるリザは、お気に入りの日本の三文恋愛小説のような素敵な恋を見つける決意を固めたが、一方でリザの唯一の友人である1950年代の日本人歌手の幽霊・トミー谷は激しく嫉妬する。リザが近所のバーガーレストランに出かけている間に、トミー谷は彼女を応援したマルタを呪い殺してしまう。トミー谷の仕業とは気づかないまま雇い主を喪って悲しむリザは、マルタの遺言通り彼女のアパートを相続したが、マルタの親戚は遺産目当ての殺害事件だとしてリザを警察に通報する。調査のために下宿人としてリザに接触した刑事ゾルタンは、リザと恋をする男たちが妖怪狐「スンガチ」に呪われているかのように次々と死んでいくのを目撃するのだった。

## 製作
この映画のプロットは、ジョルト・ポズガイのコメディ戯曲『Liselotte és a május』に基づいている。
また、劇中でトミー谷が歌う昭和歌謡風ポップソング等の日本要素は、カーロイ監督によって映画に取り入れられた。作中で話題に上る妖怪狐「スンガチ」は、栃木県那須に残る九尾の狐伝説がモチーフとなっている。カーロイ監督はCMディレクターとして日本でいくつかのCMを作成したことがあり、その経験が日本文化への親しみを与えたという。
本作品のサウンドトラックは、ハンガリーで「2015年に最も成功したサウンドトラック」に選ばれ、7インチレコードに劇中歌4曲を収録して限定販売された。

## キャスト
- リザ -  モーニカ・バルシャイ
- トミー谷 - デヴィッド・サクライ
- 刑事ゾルタン - サボルチ・ベデ・ファゼカシュ
- マルタ - ピロスカ・モルナール
- 刑事ゾルタンの上司 - ガーボル・レビツキ